# Астматол
Астмато́л — протиастматичний препарат. 
Склад: подрібнене листя блекоти, белладонни й дурману та нітрат натрію. 
При бронхіальній астмі вдихається дим спаленого або викуреного в цигарці астматолу.